# Calumma vohibola
Calumma vohibola là một loài thằn lằn trong họ Chamaeleonidae. Loài này được Gehring, Vences & Glaw mô tả khoa học đầu tiên năm 2011.